# Aranarache
Aranarache en espagnol ou Aranaratxe en basque, est une commune de la Communauté forale de Navarre dans le Nord de l'Espagne. 
Elle est située dans la zone mixte, et à 72 km de sa capitale, Pampelune. 
Le secrétaire de mairie est aussi celui d'Eulate et de Larraona.

## Toponymie
Il n'y a pas d'unanimité sur la signification de ce nom bien que plus ou moins on dise qu'il a une relation avec le mot basque (h)arana qui signifie vallée. Selon certains il viendrait de (h)aran aratz qui signifie, toujours en basque, belle vallée. Pour d'autres, il viendrait de (h)aran atze qui signifie fond de vallée. On a aussi dit que l'origine de ce nom (h)aran etxe qui signifie aussi bien maison de la vallée que maison de prunelles (sauvages, endrina en espagnol, et lesquels on fabrique le fameux Patxaran). C'est le Prunus Spinosa L.

## Situation socio-linguistique
La langue majoritaire de la population est l'espagnol. En 2011, le pourcentage de bascophone était de 10,6 %. La municipalité est située dans la zone linguistique mixte depuis 2017, où certains services comme l'éducation et l'administration sont en espagnol et en basque. Quant à l'évolution de la langue basque dans cette zone, de 1991 à 2018, le poids relatif des bascophones dans la société navarraise n'a cessé d'augmenter, passant de 5,2 % à 12,4 % (de 9,5 % à 14,1 % pour l'ensemble de la Navarre).
Selon les cartes linguistiques historiques, dans la région d'Aranaratxe, le basque était la langue d'usage depuis plusieurs siècles, mais entre la fin du XVIIIe siècle (1778) et du XIXe siècle (1863), elle fut progressivement remplacée par l'espagnol.

## Démographie
| Évolution démographique                                    | Évolution démographique | Évolution démographique | Évolution démographique | Évolution démographique | Évolution démographique | Évolution démographique | Évolution démographique | Évolution démographique | Évolution démographique | Évolution démographique |
| 1996                                                       | 1998                    | 1999                    | 2000                    | 2001                    | 2002                    | 2003                    | 2004                    | 2005                    | 2006                    | 2007                    |
| ---------------------------------------------------------- | ----------------------- | ----------------------- | ----------------------- | ----------------------- | ----------------------- | ----------------------- | ----------------------- | ----------------------- | ----------------------- | ----------------------- |
| 93                                                         | 91                      | 94                      | 95                      | 95                      | 93                      | 89                      | 85                      | 80                      | 79                      | 79                      |
| Sources: Aranarache et instituto de estadística de navarra |                         |                         |                         |                         |                         |                         |                         |                         |                         |                         |

## Personnalités
- Fernando Albizu y Vélez de Elorriaga (1808-1884): fut curé du village alavais de Elorriaga. Il se distingue pour ses connaissances et travaux sur le terrain de l'horticulture, pour lesquels il a été une référence.

### Sources
- (es) Cet article est partiellement ou en totalité issu de l’article de Wikipédia en espagnol intitulé « Aranarache » (voir la liste des auteurs).